# Faucett
Faucett — метеорит-хондрит масою 104200 грам.